# Dakpo
Pour les articles homonymes, voir Dagpo (homonymie).
Le Dakpo (aussi Dagpo tibétain : དགས་་པོ / དྭགས་པོ, Wylie : dags po / dwags po) est une région située au sud-est de l'Ü et de Lhassa, à promité du Kongpo, au Tibet. L'histoire du Dagpo, décrite dans les Blue Annals, est d'importance pour l'école kagyu du bouddhisme tibétain. La région comporte de nombreux monastères tibétains et des moines célèbres. Le 13e dalaï-lama, Thubten Gyatso, est né dans le Dagpo. Le Dagpo se trouve dans l'actuelle préfecture de Shannan de la région autonome du Tibet. 

## Histoire
L'histoire du Dakpo, qui est consignée dans les Blue Annals, est d'une grande importance pour l’école kagyu du bouddhisme tibétain.
La région du Dakpo est décrite dans les Blue Annals en raison de ses nombreux monastères tibétains et pratiquants célèbres. Le 13e dalaï-lama Thubten Gyatso est né dans cette région.
Selon Gö Lotsawa, Gampopa fut consacré au Dakpo par Shepalingpa (shab pa gling pa), le fondateur du monastère de Shepaling. C'est le premier monastère en ce qui concerne le Dakpo mentionné dans les Blue Annals. Le jeune Gampopa a voyagé après son ordination dans le bas du Dakpo, où il apprit le cycle Samvara de Maryul Lönden (mar yul blo ldan) et le texte qui l'accompagne, Rinchen Gyendrukma (rin chen rgyan drug ma).
Tout cela s'est passé avant que Gampopa n’ait même entendu parler de Milarépa.
Il y fonda le monastère de Daglha Gampo, situé dans le comté de Gyatsa. Au cours du XIVe siècle, le grand terton Karma Lingpa découvrit le fameux Livre des morts tibétain (Bardo Thôdol Chenmo) écrit par Padmasambhava sur le Mont Gampodar, qui est sur le territoire du monastère.
Le monastère de Dagpo Datsang, ou Dagpo Shedrup Ling, de l'école gelugpa du bouddhisme tibétain a été fondé en 1473 dans le Dakpo.
Le 8e Karmapa est mort en 1554 dans le Dagpo au monastère de Dvagspo Shedrup Ling de  Shamarpa.

## Source
- (en) University of Virginia, Collab, Dakpo
- (en) Gyume Dorje, Footprint Tibet Handbook with Bhutan, Footprint Handbooks, Bath, England, 1999,  (ISBN 0-8442-2190-2).